# Pierre de Marivaux
Pierre Carlet de Chamblain de Marivaux (ur. 4 lutego 1688 w Paryżu, zm. 12 lutego 1763 tamże) – francuski pisarz i dramaturg urodzony w Paryżu. Uważany za najwybitniejszego po Molierze komediopisarza francuskiego. Pisał komedie dla Comédie-Française i Comédie-Italienne w Paryżu. Najważniejsze z jego dzieł to: Igraszki trafu i miłości (Le Jeu de l’Amour et du Hasard) i Les Fausses Confidences. Opublikował też wiele esejów oraz niedokończone powieści Życie Marianny oraz Kariera wieśniaka.

## Życiorys

### Dzieciństwo i młodość
Jego ojciec był normandczykiem i finansistą o nazwisku Carlet (zmienił je potem na Chamblain, a jeszcze później na Marivaux). Mieszkał z rodziną w Limoges i Riom w Owernii, gdzie kierował mennicą. Pierre de Marivaux urodził się 4 lutego 1688 w Paryżu. Kształcił się w Riom i Limoges, aby zostać adwokatem.
Wcześnie rozpoczął działalność literacką. Swą pierwszą komedię Ojciec roztropny i sprawiedliwy (Père prudent et equitable) napisał w wieku 18 lat, choć nie opublikował jej aż do roku 1712, gdy miał lat 24. Utwór został odegrany z powodzeniem przez śmietankę towarzystwa limuzyńskiego. W latach 1713–1715 napisał trzy powieści będące parodią współczesnego romansu awanturniczo-sentymentalnego, inspirowanego hiszpańską literaturą pikarejską i barokową heroiczną literaturą francuską: Nadzwyczajne skutki sympatii (Effets surprenants de la sympathie, 1712); Powóz ugrzązł (La Voiture embourbée, 1713) i Pharsamon (znaną również jako Les Folies romanesques i Le Don Quichotte moderne, wydaną w 1737). Pod żadną z nich się nie podpisał. Ówczesna twórczość Marivaux, zamożnego młodego światowca, nosi cechy traktowanej niezbyt poważnie zabawy salonowej. Największy rozgłos zdobył mu błahy pamflet Bilbokiet (Le Triomphe de Bilboquet, ou la Defaite de l'Esprit, de l'Amour et la Raison, 1713).

### Pierwsze próby literackie
W Paryżu zetknął się ze światem literackim, zbierającym się w pałacu margrabiny de Lambert, a potem w salonie pani de Tencin. Ich gwiazdą był stary już wówczas racjonalista Fontenelle. Często zjawiał się tam Montesqieu, wówczas znany jako autor Listów perskich. Bywał tam La Motte, autor poprawionego wydania Iliady, a oprócz niego Helwecjusz, Piron, Marmontel, Duclos i wodewilista Colle. Towarzystwo zbierające się w salonie pani de Tencin było mocno zaangażowane w toczący się już od pół wieku spór starożytników z modernistami, dowodząc wyższości literatury współczesnej nad starożytną. Marivaux zaangażował się w ten spór, biorąc sobie za cel Homera, tym łatwiej, że język grecki był mu całkiem obcy, i w 1717 roku wydał rozwlekłą parodię Iliady. W tym samym roku opublikował powieść Telemach przebrany (Télémaque travesti), będącą naśladownictwem Przygód Telemaka Fénelona, osadzoną w realiach współczesnej autorowi wojny francusko-niemieckiej. W 1717 roku l'abbé Buchet dokonał reorganizacji miesięcznika Mercure galant, zmieniając jego nazwę na Nouveau Mercure, i wystąpił z apelem do młodych talentów, na który Marivaux odpowiedział. Protegowany przez de la Motte'a otrzymał do redagowania Obrazki z Paryża, którym nadał formę listów do damy. Obrazki składają się z czterech tytułówː Lud, Burżuazja, Kobiety z towarzystwa, Dobre obyczaje i zostały podpisane pseudonimemː Teofrast współczesny. W kolejnych numerach Marivaux publikował zasłyszane rozmowy paryżanek. Artykuły zdradzały już pierwsze oznaki tzw. marivaudage, charakterystycznej dynamiki dialogów postaci z jego sztuk.
Młody autor spróbował też swych sił w pięcioaktowej tragedii wierszem. W 1720 napisał Hannibla, sztukę, w której wódz kartagiński prowadzi subtelne rozmowy z ambasadorem rzymskim o miłości doskonałej. Utwór został wystawiony w 1720 roku  w Komedii Francuskiej i zrobił klapę, schodząc ze sceny po trzech przedstawieniach. W tym samym roku Marivaux debiutował komedią Miłość i prawda (Amour et la verité, 1718, szczątkowo zachowaną) w Komedii Włoskiej. Również ta sztuka nie miała powodzenia u publiczności. Te dwa niepowodzenia oddziela od siebie skromny sukces odniesiony jednoaktówką Arlekin w szkółce miłości (Arlequin poli par l’amour, 1720), również wystawioną w teatrze włoskim. Teatr ten istniał w Paryżu jeszcze w XVII wieku i został na dłuższy czas zamknięty przez Ludwika XIV za żarty pod adresem pani de Maintenon. Otwarty na nowo w 1716 roku, miał się stać świadkiem największych sukcesów Marivaux. W tym teatrze dramaturg znalazł też idealnych wykonawców dla swoich rólː Luigiego Riccoboniego występującego jako Lelio, a przede wszystkim Zanettę Benozzi znaną jako Sylwię.

### W poszukiwaniu własnego stylu
W roku 1721 Marivaux poślubił pannę Martin z bogatej rodziny z Sens. W 1722 roku w życiu pisarza nastąpił gwałtowny zwrot. Utracił odziedziczony po ojcu, znaczny majątek. Ulegając namowom przyjaciół i nadziei szybkiego pomnożenia swej fortuny, umieścił wszystkie swoje środki w sławnym banku Lawa i, jak wielu innych, padł ofiarą jego całkowitego bankructwa. Odtąd musiał utrzymywać rodzinę tylko z tego, co napisał. Po dwóch latach małżeństwa jego żona zmarła zostawiając go z małą córką.
W dwa lata po pierwszych próbach scenicznych Marivaux wystawił, nadal nie ujawniając swego nazwiska Pułapkę miłości (La Surprise de l'amour, 1722), w której mężczyzna nie pragnący już miłości i kobieta pogardzająca mężczyznami stają się ofiarami swej ostrożności. Dramaturg sformułował w tej sztuce główny problem swej twórczościː walkę człowieka z uczuciem i zwycięstwo miłości. Po raz pierwszy też znalazł właściwą sobie formę ekspresjiː szczebiot będący wyrazem niezwykle subtelnej myśli lub drgnień serca; dialog, w którym dźwięk słów odpowiada walce uczuć. Znalazł też swoich aktorów w postaciachː Arlekina, Lelia i Sylwii bez której nie można sobie wyobrazić teatru Marivaux. Wedle słów d'Alambertaː ona stała się w teatrze p. Marivaux nim samym.
Podwójna niestałość (La Double Inconstance, 1723) i Przebrany książę (Le Prince travesti, 1724) ułożone dla Sylwii, okazały się kolejnymi "pułapkami", wywołującymi w duszy narzeczonej Arlekina i w duszy Hortensji, powiernicy księżnej, walkę z uczuciem. W drugim z tych utworów, poprzez intrygę bliską intrydze Bajazeta, Marivaux prowadzi w krainę fantazji, która każe myśleć o Szekspirze i Racinie.
Głosem Trywelina w Fałszywej subretce (La Fausse Suivante, 1724) i tematem Wyspy niewolników (L'ile des Esclaves, 1725) zapowiada Beaumarchais’go; panowie stają się lokajami, lokaje panami. W Wyspie rozumu (L'ile de la Raison, 1727), kreśli Marivaux wyraziste typy ludzkie w postaciach jej mieszkańców. Kolejna wyspa w Nowej Kolonii (La Nouvelle Colonie, 1729) jest świadkiem zbrojenia się kobiet przeciw mężczyznom. Z tych trzech wysp tylko pierwsza została dobrze przyjęta. Nowa Kolonia została wystawiona tylko raz w teatrze włoskim, Wyspa rozumu wygwizdana w Komedii Francuskiej, dopiero w XX wieku odzyskała rangę jej należną.

### Warianty, ustępstwa i powtórzenia
W 1727 roku Marivaux napisał dla Komedii Francuskiej Drugą pułapkę miłości (La Seconde Surprise de l'amour), w której walczą ze sobą, już nie eteryczny, Lelio, lecz kawaler z krwi i kości, i jeszcze wyraziściej zarysowana markiza. Sztuczność teatru francuskiego opóźniła sukces sztuki, która miała w przyszłości wywołać olśniewające naśladownictwa. Podrażniony pół-klęską utworu Marivaux, świadomy jego wartości, pisał będzie dla obydwu teatrów coraz nowe warianty tego samego tematuː miłości w zatargu z samą sobą, kończącej się szczęściem mimo to. Niebaczne przysięgi (Les Serments indiscrets, 1732) stały się przyczyną największej klęski Marivaux na scenie francuskiej, nie bez pomocy niechętnego komediopisarzowi, a mającego spore wpływy w tym teatrze, Woltera. Szczęśliwy podstęp (Le Heureux strategème, 1733) odniósł z kolei sukces w teatrze włoskim.
Marivaux nie rezygnował z dodania w swej komedii miłosnej bodźców zewnętrznych. W Igraszkach trafu i miłości (Le Jeu de l'amour et du hasard, 1730) stał się nim motyw podwójnego przebrania. Opierając się na tym rozwiązaniu i ukazując subtelne wahania uczuć głównych bohaterów, od niepewności do wyznania, autor zapewnił sobie najtrwalszy poklask dla swego długo nie rozumianego teatru. Z kolei Triumf miłości (Le Triomphe de l'amour, 1732), w którym bohaterka w przebraniu manewruje gwałtownymi uczuciami trojga osób, mimo powieściowej fantazji, poniósł porażkę, o której zapomniano dopiero w XX wieku.
Zmuszony niepowodzeniami, by walczyć o uwagę widza Marivaux potrafił wzbogacić swą komedię o echa spraw aktualnych, zapowiadające problematykę społeczną i o wątek sentymentalny. W wygwizdanym w teatrze francuskim Fircyku ukaranym (Le Petit Maître corrigé, 1733) oraz w oklaskiwanych w teatrze włoskim Szkole matek (L’École des mères, 1732) i Matce powiernicy (La Mère confidente, 1735) nadał czułości, która wkrótce owładnie literaturą, niezwykłą szczerość. Teatr Francuski oklaskiwał Zapis (Le Legs, 1736), którego splątana intryga dotyczy sporej sumy pieniężnej. Z kolei Teatr Włoski zmierzył się wbrew swojemu charakterowi z bardzo mieszczańskimi Fałszywymi zwierzeniami (Les Fausses Confidences, 1737), utworem, który jak żaden inny przyczynił się do przetrwania przez dziesięciolecia niesprawiedliwej opinii o Marivaux. Dwie jednoaktówki Prawdziwi (Les Sincères, 1739) i Dysputa (La Dispute, 1744), prawie zupełnie pozbawione dowcipu, poniosły klęskę w Teatrze Francuskim, podczas gdy jednoaktowa Próba (L’Épreuve, 1740) osiągnęła wielkie powodzenie "u Włochów". Dysputa była ostatnią klęską Marivaux w Teatrze Francuskim.

### Dziennikarz i powieściopisarz
Po dwóch latach współpracy z Nouveau Mercure Marivaux postanowił założyć własną gazetę, wzorując się na angielskim Spectatorze, wydawanym przez dwóch autorów. Spectateur Français, którego był jedynym autorem ukazywał się przez dwa lata. Marivaux miał jednak poważne problemy ze stroną organizacyjną i finansową przedsięwzięcia. Kolejne numery zaczęły się opóźniać i ostatecznie po wydaniu 28 numeru, gazeta przestała się ukazywać. W przerwach w pracy komediopisarskiej Marivaux i później powracał do dziennikarstwa. W 1727 roku wydał 7 numerów L’Indigent philosophe. Tym razem przyczyną upadku periodyku była, jak się wydaje, niezbyt trafiona jego formuła. Marivaux w kolejnych numerach przytaczał opowieść, od której przechodził do obszernej refleksji społeczno-moralnej, co nie trafiło do przekonania ani jemu, ani publiczności. Kolejną próbą dziennikarską pisarza był Le Cabinet du philosophe którego kilka numerów ukazało się w 1734 roku. W późniejszych numerach pisma Marivaux stworzył formułę satyryczną polegającą na tym, że bohaterowie jego narracji trafiają do kraju, w którym bez trudności mogą przenikać myśli osób z którymi obcują, co staje się przyczyną dosyć pikantnych scenek.
W roku 1731 Marivaux opublikował pierwsze dwie części powieści Życie Marianny. W sumie w ciągu wielu lat wydał 11 części, lecz nigdy jej nie ukończył. W roku 1735 wydał Karierę wieśniaka (tej również nie ukończył).

### Ostatnie lata
W 1742 roku dzięki staraniom pani de Tencin i skupionych wokół niej literatów Marivaux został członkiem Akademii Francuskiej. Nie obyło się bez trudności, zarzucano pisarzowi między innymi destrukcyjny wpływ na język francuski. Gdy potem zawakowało stanowisko sekretarza Akademii znowu, dzięki poparciu pani de Tencin, otrzymał go Marivaux, mimo rywalizacji ze strony Woltera, który używał wszelkich środków, aby uzyskać tę godność dla siebie. Przez następne 20 lat pisywał do Mercure, przygotowywał dysertacje odczytywane na posiedzeniach Akademii poświęcone między innymiː postępowi umysłu ludzkiego, rozmaitym rodzajom sławy, Rzymianom i dawnym Persom etc. W mniejszym stopniu oddawał się w tym okresie teatrowi. Komedia Francuska wznowiła w tym czasie z powodzeniem jego młodzieńczego Hannibala. Z powodzeniem były tam też grane jego nieliczne nowe komedieː Przesąd przezwyciężony (Le Préjugé vaincu, 1747), Naiwni aktorzy (Les Acteurs de bonne foi, 1757). Pisarz zmarł 12 lutego 1763, ostatnie lata życia spędził w skromnych warunkach materialnych.

## Twórczość dramatyczna
- Ojciec roztropny i sprawiedliwy (Père prudent et equitable, 1706)
- Miłość i prawda (Amour et la verité, 1718)
- Arlekin w szkółce miłości (Arlequin poli par l’amour, 1720)
- Hannibal (Annibal, 1720)
- Pułapka miłości (La Surprise de l’amour, 1722)
- Podwójna niestałość (La Double Inconstance, 1723)
- Przebrany książę (Le Prince travesti, 1724)
- Fałszywa subretka (La Fausse Suivante ou le Fourbe puni, 1724)
- Nieprzewidziane rozwiązanie (Le Dénouement imprévu, 1724)
- Wyspa niewolników (L’Île des esclaves, 1725)
- Wiejski dziedzic (L'Héritier de village, 1725)
- Wyspa rozumu (L’Île de la raison ou les Petits Hommes, 1727)
- Druga pułapka miłości (La Seconde Surprise de l’amour, 1727)
- Triumf Plutusa (Le Triomphe de Plutus, 1728)
- Nowa Kolonia (La Nouvelle Colonie ou la Ligue des femmes, 1729)
- Igraszki trafu i miłości (Le Jeu de l’amour et du hasard, 1730)
- Zebranie Amorów (La Réunion des amours, 1731)
- Triumf miłości (Le Triomphe de l'amour, 1732)
- Niebaczne przysięgi (Les Serments indiscrets, 1732)
- Szkoła matek (L’École des mères, 1732)
- Szczęśliwy podstęp (L’Heureux Stratagème, 1733)
- Pogarda (La Méprise, 1733)
- Fircyk ukarany (Le Petit-Maître corrigé, 1734)
- Matka powiernica (La Mère confidente, 1735)
- Zapis (Le Legs, 1736)
- Fałszywe zwierzenia (Les Fausses Confidences, 1737)
- Nieoczekiwana radość (La Joie imprévue, 1738)
- Prawdziwi (Les Sincères, 1739)
- Próba (L’Épreuve, 1740)
- Plotka (La Commère, 1741)
- Dysputa (La Dispute, 1744)
- Przesąd przezwyciężony (Le Préjugé vaincu, 1747)
- Prowincjuszka (La Provinciale, 1750)
- Wierna żona (La Femme fidèle, 1755)
- Felicja (Felicie, 1757)
- Naiwni aktorzy (Les Acteurs de bonne foi, 1757)[5]

| Klasyfikacja Arlanda | Klasyfikacja Fleury’ego |
| --- | --- |
| Komedie intrygi | Komedie romansowe |
| Ojciec roztropny i sprawiedliwy (1706), Fałszywa subretka (1724), Nieprzewidziane rozwiązanie (1724), Pogarda (1734), Nieoczekiwana radość (1738). | Przebrany książę (1724), Fałszywa subretka (1724), Triumf miłości (1732) |
| Komedie heroiczne | Komedie społeczne |
| Przebrany książę (1724), Triumf miłości (1732) | Wyspa niewolników (1725), Wyspa rozumu (1727), Kolonia (1729), |
| Komedie moralne | Komedie alegoryczne |
| Miłość i prawda (1720), Wiejski dziedzic (1725), Wyspa niewolników (1725), Wyspa rozumu (1727), Triumf Plutusa (1728), Zebranie Amorów (1731), Droga Fortuny (1734), Szkoła matek (1732), Fircyk ukarany (1734), Zapis (1736), Prawdziwi (1739), Przesąd przezwyciężony (1746), Naiwni aktorzy (1748), Kolonia (1729), Felicja (1757) | Triumf Plutusa (1728), Zebranie Amorów (1731), Droga Fortuny (1734), Dysputa (1744), Felicja (1750) |
| Dramaty mieszczańskie | Komedie fantastyczne |
| Matka powiernica (1735), Wierna żona (1755) | Miłość i prawda (1720), Arlekin w szkółce miłości (1720), Nieprzewidziane rozwiązanie (1724), Pogarda (1734), Nieoczekiwana radość (1738), Naiwni aktorzy (1748)                                                                       |
| Komedie o miłości | Pułapki miłości |
| Arlekin w szkółce miłości (1720), Pułapka miłości (1722), Podwójna niestałość (1723), Druga pułapka miłości (1727), Igraszki trafu i miłości (1730), Niebaczne przysięgi (1732), Szczęśliwy podstęp (1733), Fałszywe zwierzenia (1737), Próba (1740), Dysputa (1744)                                                                  | Arlekin w szkółce miłości (1720), Pułapka miłości (1722), Podwójna niestałość (1723), Druga pułapka miłości (1727), Igraszki trafu i miłości (1730), Niebaczne przysięgi (1732), Szczęśliwy podstęp (1733), Fałszywe zwierzenia (1737) |
| | Komedie charakterów |
| Wiejski dziedzic (1725), Szkoła matek (1732), Matka powiernica (1735), Prawdziwi (1739) | |
| Przesądy przezwyciężone | |
| Fircyk ukarany (1734), Zapis (1736), Próba (1740), Przesąd przezwyciężony (1746) | |